# Cryptops sternalis
Cryptops sternalis är en mångfotingart som beskrevs av Henri W. Brölemann 1926. Cryptops sternalis ingår i släktet Cryptops och familjen Cryptopidae.
Artens utbredningsområde är Benin. Inga underarter finns listade i Catalogue of Life.